# Immeuble du 55 rue du Collège à Alençon
L'Immeuble du 55 rue du Collège est un édifice situé à Alençon, en France. Il date du XVIIIe siècle et est inscrit au titre des monuments historiques.

## Localisation
Le monument est situé dans le département français de l'Orne, à Alençon, au numéro 55 de la rue du Collège et au numéro 13 rue Marcel-Palmier.

## Historique
L'édifice est daté du XVIIIe siècle.
L'immeuble est inscrit au titre des monuments historiques depuis le 11 avril 1975.

## Architecture
L'immeuble est un édifice typique du XVIIIe siècle destiné à une population commerçante.
L'immeuble conserve une statue de la Vierge datée du XVIIIe siècle en provenance de la porte de Lancrel.